# تاکدا نوبویوکی
تاکدا نوبویوکی (به ژاپنی: 武田 信之 たけだ のぶゆき) (زمان حیات ۱۵۵۳–۱۵۴۳ میلادی) سومین پسر تاکدا شینگن از همسر اصلی اش سانجونوکاتا بود. او در سن ۱۰ سالگی با مرگ زودهنگام درگذشت.